# Spondylocladium australe
Spondylocladium australe är en svampart som beskrevs av J.C. Gilman & E.V. Abbott 1927. Spondylocladium australe ingår i släktet Spondylocladium, divisionen sporsäcksvampar och riket svampar.   Inga underarter finns listade i Catalogue of Life.